# Борско-Езеро
Борско-Езеро (серб. Борско језеро / Borsko jezero) — водохранилище на востоке Сербии (Борский округ), расположенное на высоте 438 м, менее чем в 20 км от города Бор. Находится на дороге из Бора к Жагубице и со всех сторон окружено лесами. Благодаря высокой туристической привлекательности объекта вокруг водоёма построены многочисленные отели и гостевые дома.
Водохранилище стало результатом строительства в 1959 году дамбы на реках Валя-Джони, Марек и части Злота (Zlotska reka) для эксплуатации горно-металлургической компании RTB Bor (Rudarsko topioničarski basen Bor DOO). Водохранилище имеет площадь около 30 га, а наибольшая глубина составляет 48 м.
Борско-Езеро популярно летом, поскольку у водохранилища есть два пляжа, а температура воды достигает 25 °C. В этом районе также проводятся зимние мероприятия, например катание на лыжах на близлежащих склонах горы Црни-Врх. Другие достопримечательности в этом районе: курорт Брестовац, гора Стол, Црни-Врх, пещера Лазаря, каньон Лазаря, ворота Вратны, зоопарк Бор и монастырь Горняк.